# Harmanpınar, Çiçekdağı
Harmanpınar là một xã thuộc huyện Çiçekdağı, tỉnh Kırşehir, Thổ Nhĩ Kỳ. Dân số thời điểm năm 2010 là 187 người.